# Per Magnar Arnstad
Pour les articles homonymes, voir Arnstad.
Per Magnar Arnstad, né le 6 décembre 1937 à Skatval et mort le 7 mars 2022, est un ancien chef d'entreprise et homme politique norvégien (Senterpartiet).

## Biographie
Il a étudié à l'Université d'Oslo.
Il a été le dirigeant de plusieurs entreprises entre 1969 et 1997 :
- Norsk Brædselolje (1969-1971)
- Selskap for Næringsutvikling pour le comté de Troms (1980-1988)
- NHO Transport à Oslo (1988-1992)
- Oslo og Follo busstrafikk (1993-1997)

Il est l'oncle de Marit Arnstad.

## Carrière politique
Il fait partie du groupe étudiant du Senterpartiet (1960-1965) puis il devient secrétaire du groupe politique (SP) du Storting (1965-1969) et enfin secrétaire général du parti (1969-1972).
Il est Secrétaire d'État au Ministère des Transports et Communications de 1972 à 1973, lors du Gouvernement Korvald.